# 더 로즈: 완벽한 이혼
"더 로즈: 완벽한 이혼"(영어: The Roses)은 2025년 개봉 예정인 풍자, 블랙 코미디 영화이다. 제이 로치가 감독을 맡았으며, 워렌 애들러의 동명 소설이 영화의 원작이다.